# Nowa Wieś Lubińska
Nowa Wieś Lubińska (deutsch: Neudorf) ist ein Dorf im Powiat Polkowicki in der Wojewodschaft Niederschlesien. Es liegt 7 Kilometer südwestlich von Polkwitz, zu dessen Landgemeinde es gehört, und 30 Kilometer nordwestlich von Liegnitz.